# Pleshey
Pleshey är en by och en civil parish i Chelmsford i Storbritannien. Den ligger i grevskapet Essex och riksdelen England, i den sydöstra delen av landet, 50 km nordost om huvudstaden London. Orten har 295 invånare (2001). Den har en kyrka och ett slott.